# Napier Peak
Der Napier Peak ist etwa 340 m hoher Berg auf der Livingston-Insel im Archipel der Südlichen Shetlandinseln. Er ragt an der Westflanke des Huntress-Gletschers nahe dem Kopfende der False Bay auf.
Das UK Antarctic Place-Names Committee benannte ihn 1990 nach Kapitän William Napier, Schiffsführer des Schooners Venus aus New York, der zwischen 1820 und 1821 in den Gewässern um die Südlichen Shetlandinseln operierte.